# Carl Heinrich Dencker
Carl Heinrich Theodor Dencker (* 23. Mai 1900 in Hamburg; † 9. Oktober 1967 in Bonn) war ein deutscher Landtechniker und Hochschullehrer.

## Leben
Der Sohn eines Chefingenieurs der Hamburger Hochbahn besuchte die Realschule Hamburg-Eppendorf und das Heinrich-Hertz-Realgymnasium. Noch vor seinem Abitur 1918 begann er 1917 eine Lehre als Schlosser, die er 1919 mit der Gesellenprüfung beendete. Von Juni bis November 1918 leistete er Wehrdienst und wurde bei der Fliegertruppe ausgebildet. Im Jahr 1920 nahm Dencker ein Studium der Elektrotechnik an der Technischen Hochschule Hannover auf, während dessen er Mitglied im Verein Deutscher Studenten Hannover wurde und das er 1923 als Diplom-Ingenieur abschloss. Anschließend war er bis 1926 Assistent am Institut für Physik und Landmaschinenlehre der Landwirtschaftlichen Hochschule Bonn-Poppelsdorf bei Karl Vormfelde. 1925 promovierte er an der TH Hannover mit einer Arbeit über Grenzen der Windkraftausnutzung in der Landwirtschaft zum Dr.-Ing.
Im Folgejahr wurde er Geschäftsführer der Maschinenberatungsstelle an der Landwirtschaftskammer Schleswig-Holstein und erhielt an der Christian-Albrechts-Universität Kiel einen Lehrauftrag für landwirtschaftliche Maschinenkunde. Dort habilitierte er sich 1927 für das Fach Landtechnik. Im April 1928 wurde er zum Professor und Direktor des Instituts für Landmaschinenwesen der Preußischen Landwirtschaftlichen Versuchs- und Forschungsanstalt in Landsberg a./Warthe ernannt. Im Jahr 1932 wurde er Vorstandsmitglied beim „Reichskuratorium für die Technik in der Landwirtschaft“, einer Vorgängerorganisation des Kuratoriums für Technik und Bauwesen in der Landwirtschaft, und erhielt einen Ruf an den Lehrstuhl des Landmaschineninstitutes an der Landwirtschaftlichen Hochschule Berlin, dessen Leitung er zusätzlich übernahm. Dort verfolgte er laut Friedrich Bülow die „Schaffung einer bäuerlichen Technik und einer zweckentsprechenden Mechanisierung des landwirtschaftlichen Betriebes“. Denckers Hauptwerk Landwirtschaftliche Stoff- und Maschinenkunde, das zu den erfolgreichsten Lehrbüchern auf dem Gebiet der Landtechnik gehört, wurde 1936 veröffentlicht. 1938 zeichnete er für die Konzeption des Dokumentarfilms Mehr Hackfrüchte mit weniger Arbeit durch Vielfachgeräte verantwortlich, der im Auftrag des Verwaltungsamts des Reichsbauernführers produziert wurde.
Im Januar 1940 wurde Dencker zur Wehrmacht eingezogen und als Flakkanonier in Stolpmünde stationiert. Bereits im März desselben Jahres konnte er an sein Berliner Institut zurückkehren. Nach dem deutschen Überfall auf die Sowjetunion wurde er im Juni 1941 erneut eingezogen. Als Oberkriegsverwaltungsrat in der Abteilung III-E 2 „Erzeugung“ im Wirtschaftsstab Ost bzw. im Reichsministerium für die besetzten Ostgebiete war er für die Evaluierung des landwirtschaftlichen Bedarfs an technischen Hilfsmitteln wie Landmaschinen und Ersatzteilen innerhalb der besetzten Gebiete und die Veranlassung entsprechender Lieferungen verantwortlich. Seine Versetzung in die Gruppe „Landtechnik“ der Fachabteilung Landwirtschaft beim OKW-Feldwirtschaftsamt in Berlin erfolgte im Oktober 1944. In den letzten Kriegstagen nach Hamburg versetzt, wurde er von Mai bis September 1945 als Referent für Landtechnik beim Regional Food Office der britischen Besatzungsbehörden, dem Fortbestand der Ernährungsverwaltung des ehemaligen „Reichsnährstandes“, eingesetzt. Dencker wurde im Dezember 1945 von der Militärregierung zur Anstellung zugelassen und 1947 durch den Bonner Entnazifizierungsausschuss als „Entlasteter“ eingestuft.
Im April 1946 folgte er einem Ruf auf den Lehrstuhl für Landmaschinenlehre seines Lehrers Vormfelde an der Rheinischen Friedrich-Wilhelms-Universität Bonn; von 1952 bis 1953 war er Dekan der Landwirtschaftlichen Fakultät. Zudem war er von 1947 bis 1948 Gründungsvorsitzender der Max-Eyth-Gesellschaft zur Förderung der Landtechnik. Der Agrarökonom Karl Brandt bezeichnete Dencker 1951 als „Deutschlands führenden Traktor- und Landmaschineningenieur“.
Dencker war seit 1927 mit Ilse (geb. Beck) verheiratet. Mit ihr hatte er drei Töchter und zwei Söhne. Die Tochter Gisela heiratete den Agrarökonomen Günther Steffen (1924–2015), der ebenfalls an der Universität Bonn lehrte und ein Schüler Denckers war.

## Ehrungen
- 1941: Berufung zum Auswärtigen Mitglied der Königlich Schwedischen Akademie der Landwirtschaft
- 1950: Justus-von-Liebig-Preis der Freiherr-vom-Stein-Stiftung (gemeinsam mit Theodor Roemer)
- 1960: Silberne Max-Eyth-Denkmünze „Dem Mitarbeiter“ der Deutschen Landwirtschafts-Gesellschaft
- 1961: Ehrendoktorwürde der Landwirtschaftlichen Hochschule Stuttgart-Hohenheim[9]
- 1965: Goldene Ehrenplakette der Landwirtschaftskammer Rheinland
- Stiftung der „Carl-Heinrich-Dencker-Ehrennadel“ durch die Rheinische Friedrich-Wilhelms-Universität Bonn
- 2014: Umbenennung des Hörsaals XII der Rheinischen Friedrich-Wilhelms-Universität Bonn in „Carl-Heinrich-Dencker-Hörsaal“[10]

## Schriften (Auswahl)
- mit Karl Vormfelde: Anschluß! Das Elektrizitätsbuch fürs tägliche Leben; für Selbstunterricht und Schule. Parey, Berlin 1930.
- mit N. L. Wallem: Vorbedingungen des Maschineneinsatzes auf amerikanischen und deutschen Betrieben. Parey, Berlin 1932.
- mit Ludwig-Wilhelm Ries: Bedeutung und Aussichten des Kleinschleppers in der bäuerlichen Familienwirtschaft (= Schriften des Reichskuratoriums für Technik in der Landwirtschaft. Heft 42). Beuth, Berlin 1933.
- Landwirtschaftliche Stoff- und Maschinenkunde. Allgemeinverständlicher Leitfaden der physikalischen Grundlagen und der Landmaschinenkunde für den Unterricht und den Bauernhof. Parey, Berlin 1936 (20. Aufl. 1968).
- Maschinen und Geräte für den Kartoffelbau im bäuerlichen Betriebe (= Arbeiten des Reichsnährstandes. Band 55). Reichsnährstand-Verlagsgesellschaft, Berlin 1939.
- mit Ludwig-Wilhelm Ries, Wilhelm Knolle: Die maschinelle Bewältigung der Ernte von Getreide, Heu und Hackfrüchten. Ein Ratgeber für die Praxis. Parey, Berlin 1940.
- mit Helmut Meyer: Die Motorisierung der Landwirtschaft. Ein wirtschaftspolitischer Ausblick. Neureuter, Wolfratshausen bei München 1947 (ktbl.de [PDF; 6,4 MB]).
- Mechanisierung der amerikanischen und der deutschen Landwirtschaft. Parey, Berlin und Hamburg 1950.
- Hrsg. im Auftrag der Max-Eyth-Gesellschaft: Handbuch der Landtechnik. Parey, Berlin und Hamburg 1961.